# Macroscepis magnifica
Macroscepis magnifica är en oleanderväxtart som beskrevs av Gustaf Oskar Andersson Malme. Macroscepis magnifica ingår i släktet Macroscepis och familjen oleanderväxter. Inga underarter finns listade i Catalogue of Life.